# Democratic Leadership Council
Das Democratic Leadership Council (DLC) war eine inoffizielle Parteifraktion der US-amerikanischen Demokratischen Partei, deren Mitglieder meist aus den Südstaaten stammten (darunter Bill Clinton und Al Gore). Mit ihrer Gründung im Jahr 1985 begann die Geschichte der New Democrats. Das Ziel des DLC bestand darin, die Demokratische Partei in die Mitte des politischen Spektrums zu rücken, um das Weiße Haus zu erobern.

## Geschichte
Al From, der Assistent des Abgeordneten Gillis William Long, wandte sich an die Senatoren Sam Nunn und Lawton Chiles sowie die Gouverneure Chuck Robb und Bruce Babbitt; mit ihnen erklärte er auf einer Pressekonferenz auf dem Capitol Hill am 28. Februar 1985 die Gründung des DLC. Die Mitgliedschaft im DLC war auf gewählte Demokraten beschränkt.
Das Ziel des DLC bestand darin, die Demokratische Partei in die Mitte des politischen Spektrums zu rücken, um das Weiße Haus zu erobern. Der DLC argumentierte, dass die Koalition aus Minderheiten und weißer liberaler Elite in der Demokratischen Partei die weißen Mittelschichtswähler in die Arme der Republikaner getrieben hätte. Nach Meinung des DLC wurde diese Erkenntnis von der Demokratischen Partei konsequent ignoriert; drei verlorene Präsidentschaftswahlen waren die Folge. Die Demokraten hätten einen Ruf als Anwalt der Minderheiten und als Wohlfahrtspartei. Durch seine Angriffe auf die Liberalen in der Demokratischen Partei bezweckte der DLC, den Wechselwählern in der politischen Mitte also der weißen Mittelschicht zu signalisieren, dass Demokraten sich nicht ausschließlich aus Schwarzen, Feministen, Homosexuellen und Liberalen rekrutierten. Damit befand sich der DLC auf Konfrontationskurs mit der Parteiführung des Democratic National Committee und der Mehrheit der Kongress-Demokraten.
In seinem Präsidentschaftswahlkampf profitierte Bill Clinton von den Ideen des DLC.  Des Weiteren zog er seinen Nutzen sowohl aus seiner Stellung als DLC-Vorsitzender, um einen nationalen Bekanntheitsgrad zu erlangen als auch im Washingtoner Establishment Fuß zu fassen.